# Chinese drieklauw
De Chinese drieklauw (Pelodiscus sinensis) is een schildpaddensoort uit de familie weekschildpadden (Trionychidae). De soort werd voor het eerst wetenschappelijk beschreven door Arend Friedrich August Wiegmann in 1835. Oorspronkelijk werd de wetenschappelijke naam Trionyx (Aspidonectes) sinensis gebruikt.

## Uiterlijke kenmerken
De schildpad wordt meestal niet groter dan dertig centimeter, de mannetjes blijven kleiner, en is daarmee een wat kleinere soort uit de familie. De Chinese drieklauw is van andere soorten weekschildpadden te onderscheiden door de kleine en smalle richeltjes in de breedte op het schild die bij andere soorten niet altijd goed te zien zijn. Net zoals veel andere weekschildpadden bestaat het schild uit een verhard middendeel en een zachtere brede rand hieromheen die de poten en staart beschermt. Juvenielen hebben een lichte tekening en enkele rijen stompe bultjes op het schild die bij oudere dieren verdwijnen.

## Verspreiding
De Chinese drieklauw heeft een groot Aziatisch verspreidingsgebied. Het dier is bekend in grote delen van centraal en zuidelijk China tot in Rusland, maar ook in Taiwan, Noord- en Zuid-Korea, Indonesië (op Timor), de Bonin-eilanden, Japan en Thailand. Ook is de soort op verschillende plaatsen uitgezet, zoals in westelijk Maleisië en op Hawaï.

## Leefwijze

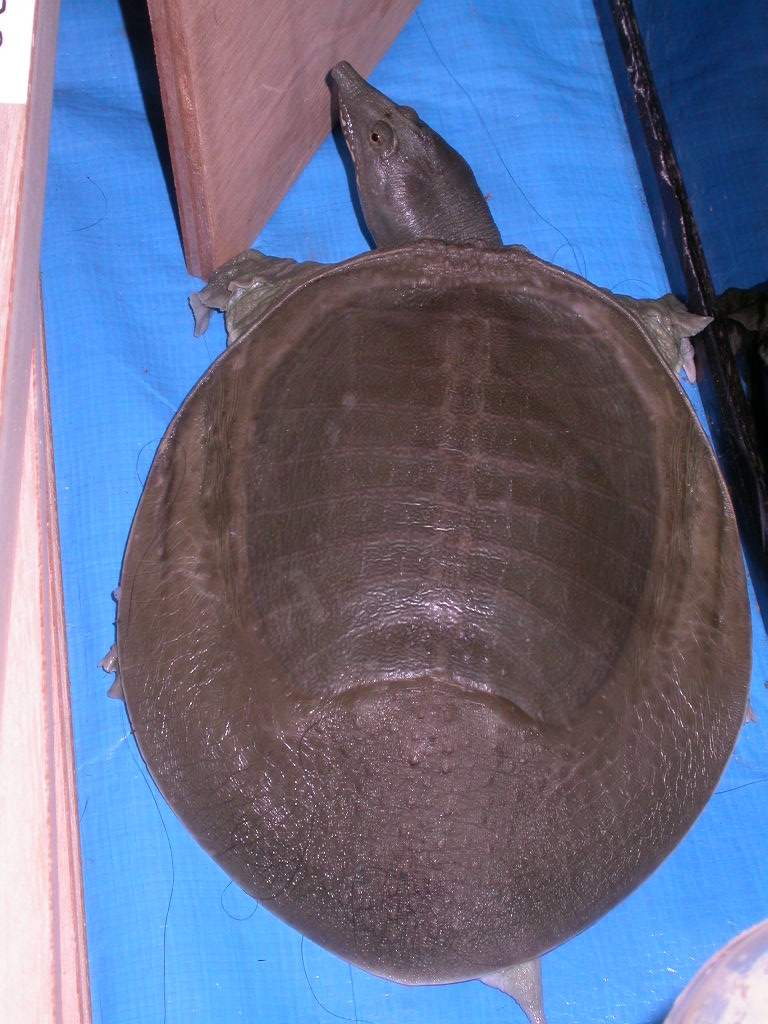
Rugschild of carapax.

Het voedsel bestaat uit allerlei dieren die onder water leven, vissen, kreeftachtigen, weekdieren, insecten en andere mogelijke prooien. Vijanden zijn krokodillen, roofvogels en sommige soorten slangen. De vrouwtjes leggen twee tot drie keer per jaar eitjes en de juvenielen zijn na ongeveer 7 jaar geslachtsrijp; deze soort kan waarschijnlijk meer dan 60 jaar oud worden.
Onderzoek heeft aangetoond dat de Chinese drieklauw, wanneer hij alleen met zijn kop onder water is, afvalstoffen uitscheidt via de bek. Onderzoekers van de universiteit van Singapore stelden vast dat, wanneer de weekschildpad met zijn kop onder water ging, de chemische samenstelling daarvan veranderde. Men trof sporen van urine aan. Na intensieve observatie en nameting is gebleken dat de schildpad via de bek tussen de 15 en de 49 keer meer urinestoffen afgeeft dan via de normale weg. Dit ondanks het feit dat het dier over een normale blaas en bijbehorende nieren beschikt.